# Paul Hatry
Paul Hatry (29. října 1929, Frankfurt nad Mohanem – 16. srpna 2010, Brusel) byl belgický politik politické strany Mouvement réformateur, profesor na Université Libre de Bruxelles a bývalý guvernér Světové banky.

## Biografie
Vystudoval ekonomii na Solvay Business School v Bruselu a na Université Libre de Bruxelles, kde promoval v roce 1952. Následně strávil tři roky v Organizaci pro evropskou hospodářskou spolupráci, než se transvormovala na Organizaci pro hospodářskou spolupráci a rozvoj.
Po svém návratu do Belgie získal místo mezi léty 1956 až 1961 v Centre d'Etudes Paul Hymans, které bylo v té době studijní středisko liberální strany dnešní Mouvement réformateur, odkud udělal skok jako poradce v kabinetu ministra hospodářství, kterého dělal od roku 1958 až 1960 a poté státního tajemníka pro energetiku do roku 1961. To mu umožnilo řídit osud Belgické asociace pro těžbu ropy jako vedoucí správce a generální ředitel v letech 1961 až 1988 a vedl ji během ropné krize. Zároveň zaujal vedoucí pozice v mnoha dalších mezinárodních korporacích. Jako odborník na energetické otázky byl v letech 1978 až 1982 členem Evropského hospodářského a sociálního výboru, kde byl předsedou Výboru pro energetiku a atomovou energii a Úřadu pro energetickou politiku Unie průmyslové a zaměstnavatelské konfederace Evropy. Mimo toho byl od roku 1958 do roku 1995, kdy odešel do důchodu, lektorem a profesorem aplikovaných věd na Université Libre de Bruxelles.
Do politiky se dostal v roce 1980, kdy nahradil Roberta Henriona na pozici ministra financí, který ze zdravotních důvodů rezignoval. Od roku 1983 do roku 1985 působil jako ministr regionu Brusel pod vedením Wilfrieda Martense. V roce 1981 byl také zvolen do senátu, kde byl nepřetržitě až do roku 1999. Během funkce předsedal různým výborům, jako například Výboru pro finanční a hospodářské záležitosti. Až do roku 2000 byl také členem bruselské městské rady. Poté byl stálým poradcem belgického ministra financí Didiera Reynderse.
V roce 1991 byl jmenován honorárním konzulem v Kolumbii. Byl také předsedou představenstva belgické skupiny Philips v letech 1993 až 1999 a předsedou představenstva Record Bank v letech 1999 až 2001. Dostal různá ocenění včetně Řádu Bílého lva III. třídy, který mu propůjčil český prezident Václav Havel v roce 1998.
Zemřel 16. srpna 2010 v Bruselu ve věku 80 let.